# Asia AM Truck

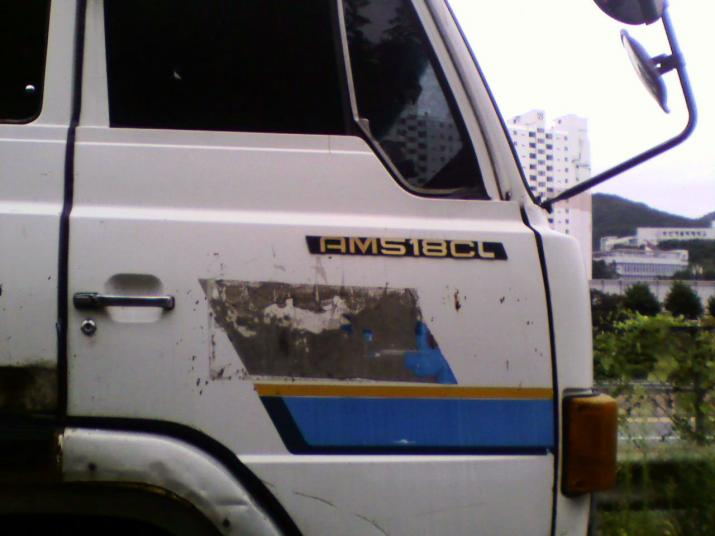
Asia AM518CL

Asia AM Truck — серия средне- и крупнотоннажных грузовых автомобилей производства Asia Motors. Впервые были представлены 28 мая 1984 года. В ноябре 1986 года эмблема S I A была заменена эмблемой Asia. Производство завершилось в марте 1995 года.

## Модельный ряд
- AM4 ##：FH (4 × 2)
- AM5 ##：FS (6 × 4)
- AM6 ##：FY (8 × 4)
- AM4 ##：FH (4 × 2)
- AM6 ##：FS (6 × 4)